# Émile Gobet
Pour les articles homonymes, voir Gobet.

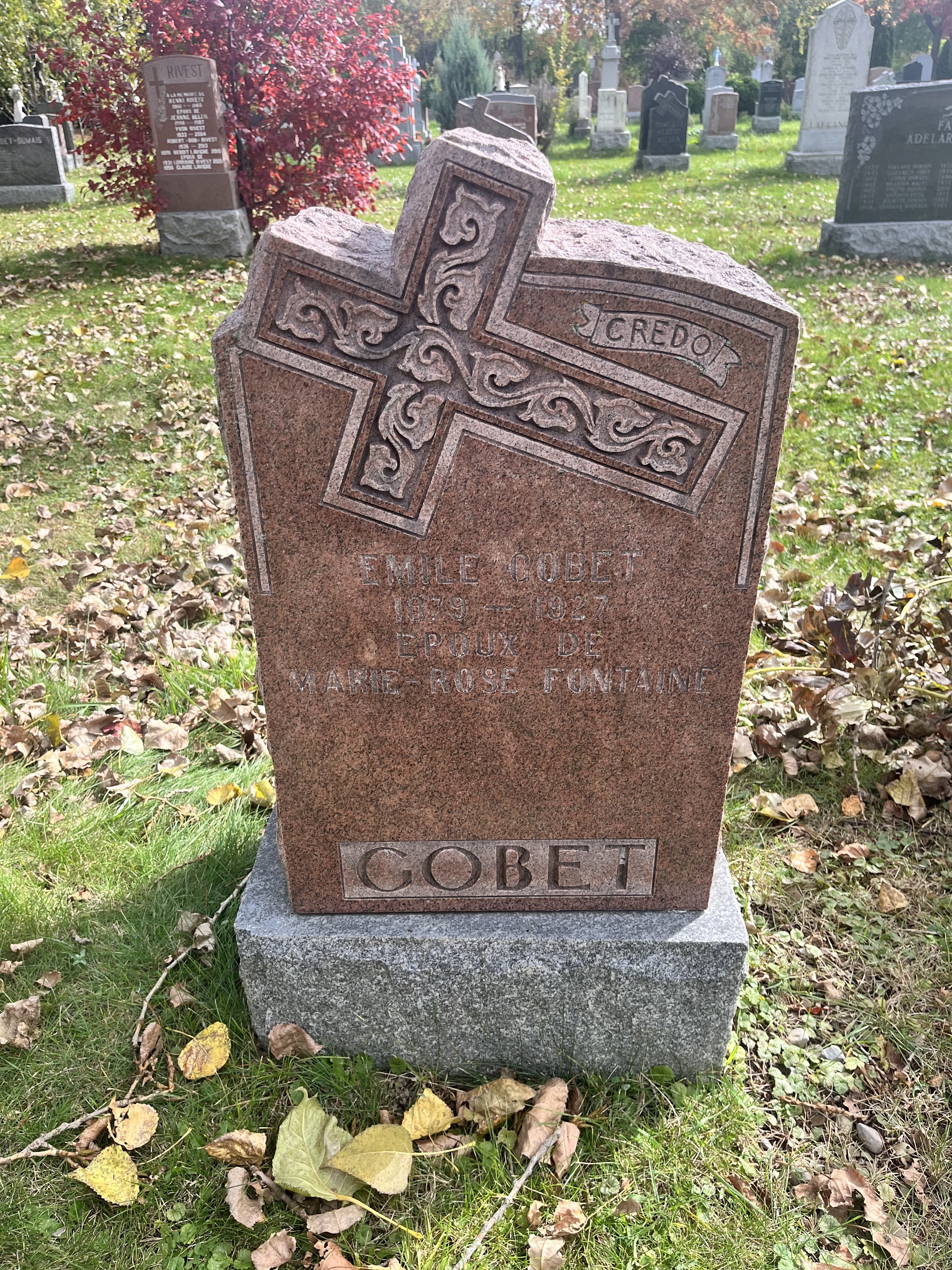
La pierre tombale de Émile Gobet

Émile Gobet, né à Saint-Christophe (Rhône) le 12 juin 1879, et mort le 21 août 1927, est un homme d'affaires, architecte et entrepreneur en construction canadien. 

## Biographie
Émile Gobet est né en France mais immigre au Canada le 16 août 1907. Il est connu largement par sa contribution à l'architecture du Théâtre Montcalm.